# فرودگاه شهرستان واکالا
فرودگاه واکالا کانتی  (به انگلیسی: Wakulla County Airport)  یک فرودگاه همگانی   است که یک باند فرود چمن دارد و طول باند آن ۷۸۹ متر است. این فرودگاه در  کشور ایالات متحده آمریکا قرار دارد و در ارتفاع ۳ متری از سطح دریا واقع شده است.